# N-QUALIS

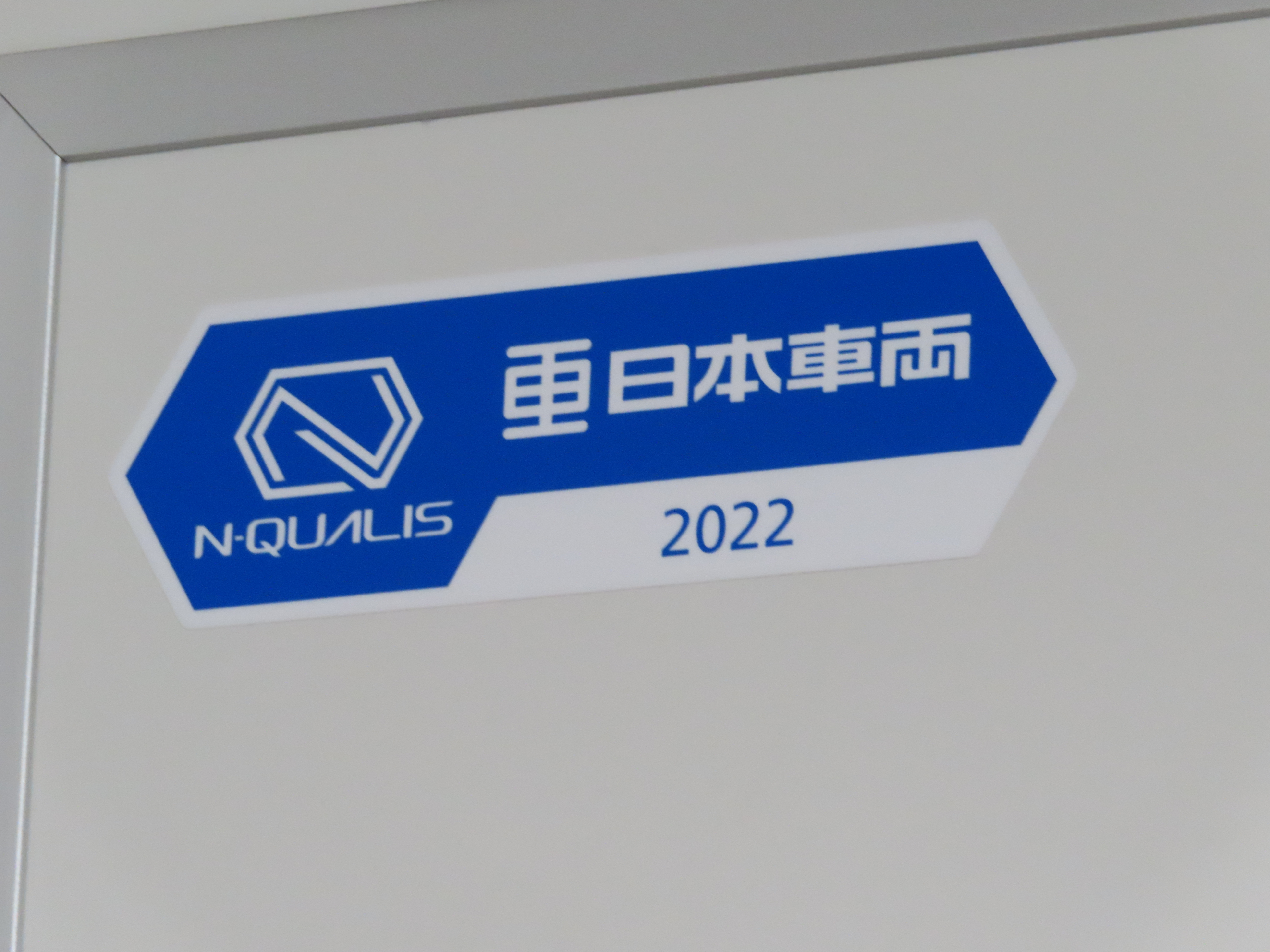
N-QUALISのロゴプレート。JR東海315系の車内にて。

N-QUALIS（エヌクオリス）は、日本車輌製造が2021年（令和3年）から製造をしている、ステンレス車体および台車（NS台車）のブランド 。
本項では、車体における技術的な前身となる日車式ブロック工法についても記述する。

## 概要

### 車体
「N-QUALIS」ブランドの車体のコンセプトは、安全・品質・保守である。また、この車体は先述の日車式ブロック工法をベースとしている。

#### 特徴
1. 車体強度の強化
2. 表面の平滑化
3. 構体シールの削減

などである。

### 台車
台車は特許を取得した一体プレス式台車枠の採用およびタンデム式軸箱支持装置（軸梁式も選択可能）の採用による安全性・保守性の向上と優れた走行性能を特徴とするほか、オプションの専用ゴムにより自己操舵台車にすることを可能としている。東海旅客鉄道（JR東海）との共同開発である。

## 前史

### 日車式ブロック工法

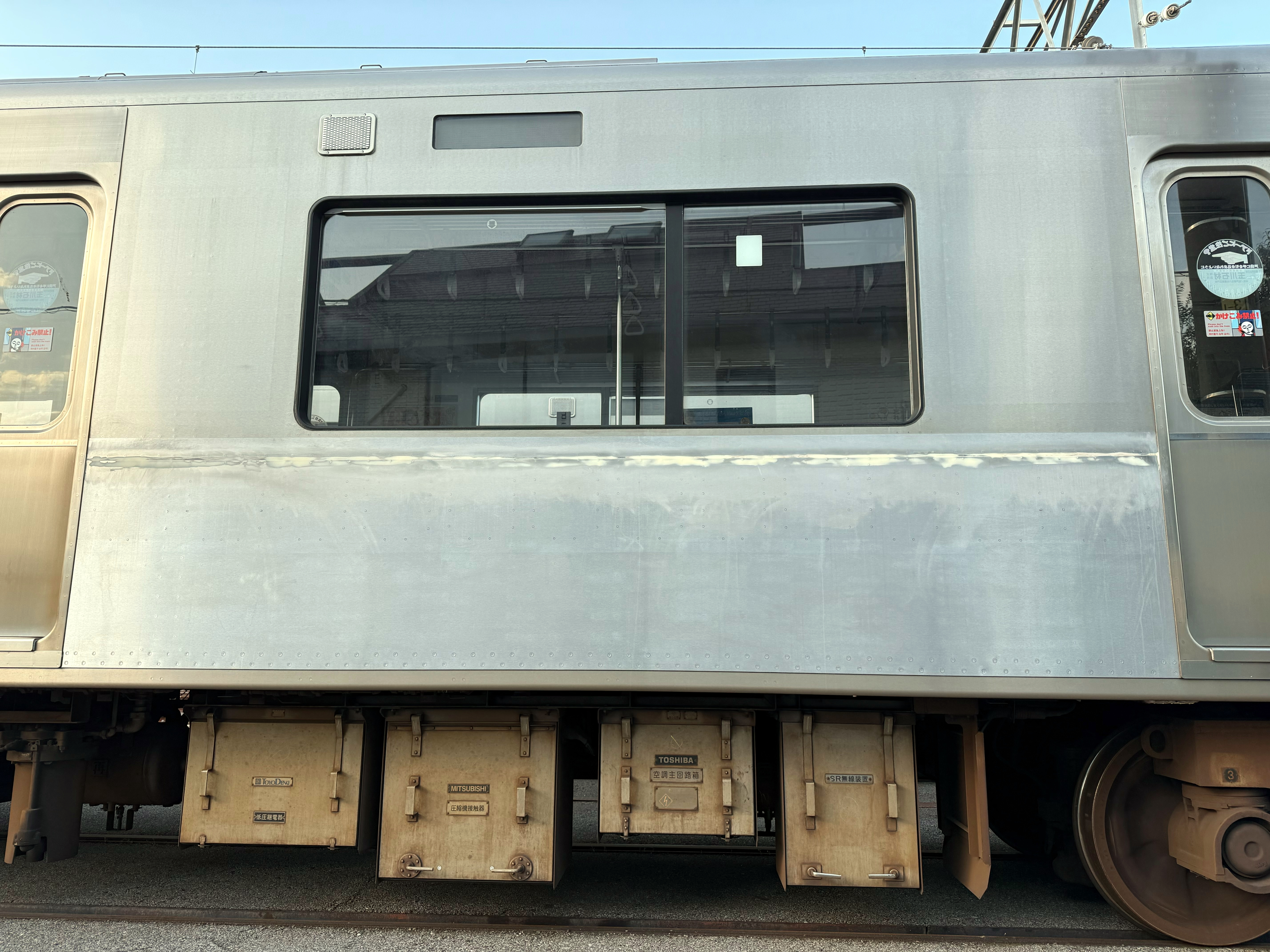
何も帯を貼っていない状態の日車式ブロック工法車体の例。扉と扉の間のブロックも上下で分割されていることがわかる。
（新京成N800形）

N-QUALISに先立ち、日本車輌製造では軽量ステンレス製鉄道車両の低コストな製造法として日車式ブロック工法を開発した。同社の公式サイトでは日車式ブロック工法あるいは日車式SUSブロック構体と紹介されている。
今までの車両製造での車体の側構体の組立てでは、車体全長と同じ長さの骨組に上部に幕板、下部に腰板、扉の部分に入口枠を溶接で取付けて組立てていたのだが、その組立作業には広いスペースが必要であり、特に幕板の長さは車体全長と同じで、組立て時においての取り扱いが難しかった。そこで、側構体を車端窓ブロック、中間窓ブロック、側入口ブロックなどのブロック単位に分けて、各ブロック単位でブロックを製造後、最終的に各ブロックを溶接接合して側構体を組立てる方式である。これにより、ブロックの製造を狭いスペースでも作業できるほかに、各ブロックの製造を平行して進めることで、工期短縮や各ブロックの保管が容易となり、車両製造コストの削減にもつながっている。また、最終工程でのブロックの接合では、各ブロックの継ぎ目に余裕があるため、継ぎ目の間隔を微調整して接合することにより、寸法精度が高い側構体を製作することができる。
日車式ブロック工法は発表時点で軽量ステンレス車体のうち側面のビードを廃した工法としては後発の部類であったが、競合他社が各々の工法をブラッシュアップさせブランド名をつけている中、日本車輌製造も自社のブロック工法を発展・改良させブランド名をつけたのがN-QUALISである。

## 採用車両

### N-QUALIS発足前
- 名古屋鉄道
  - 名鉄300系電車
  - 名鉄3300系（3代目）・3150系電車
  - 名鉄4000系電車
  - 名鉄5000系電車（2代目）
  - 名鉄9500系・9100系電車
- 名古屋市交通局 (名古屋市営地下鉄)
  - 名古屋市交通局N1000形電車
  - 名古屋市交通局N3000形電車第2編成以降[備 1]
  - 名古屋市交通局6050形電車
- 名古屋臨海高速鉄道1000形電車
- 京王9000系電車[備 2]
- 小田急電鉄
  - 小田急3000形電車（2代目）[備 3]
  - 小田急5000形電車（2代目）[備 4][4]
- 京成電鉄・京成グループ[注 5]
  - 京成3000形電車（2代目）[備 5]
    - 新京成電鉄N800形電車
    - 北総鉄道7500形電車[備 6]
    - 千葉ニュータウン鉄道9200形電車

  - 京成3100形電車（2代目）[備 7]
    - 新京成電鉄80000形電車
- 横浜市交通局3000形電車3次車以降
- 台湾鉄路管理局
  - 台湾鉄路管理局EMU700型電車[備 8]

### N-QUALIS発足後

#### ブランド対象の形式
- JR東海
  - JR東海315系電車[備 9]
    - N-QUALISを採用している車両は現時点は315系のみであるが、今後はJR東海向け以外の車両（特急車両やほかの通勤車）にも採用される予定である。
- 事業者未定
  - 特急用車両用構体 - 2024年（令和6年）2月に、本ブランドの特急用車両のステンレス構体が完成した[5]。

#### ブランド対象外の形式
- 京成電鉄・京成グループ[注 5]
  - 京成3200形電車 (2代)[備 10][6]

### ギャラリー

#### 日車式ブロック工法採用形式

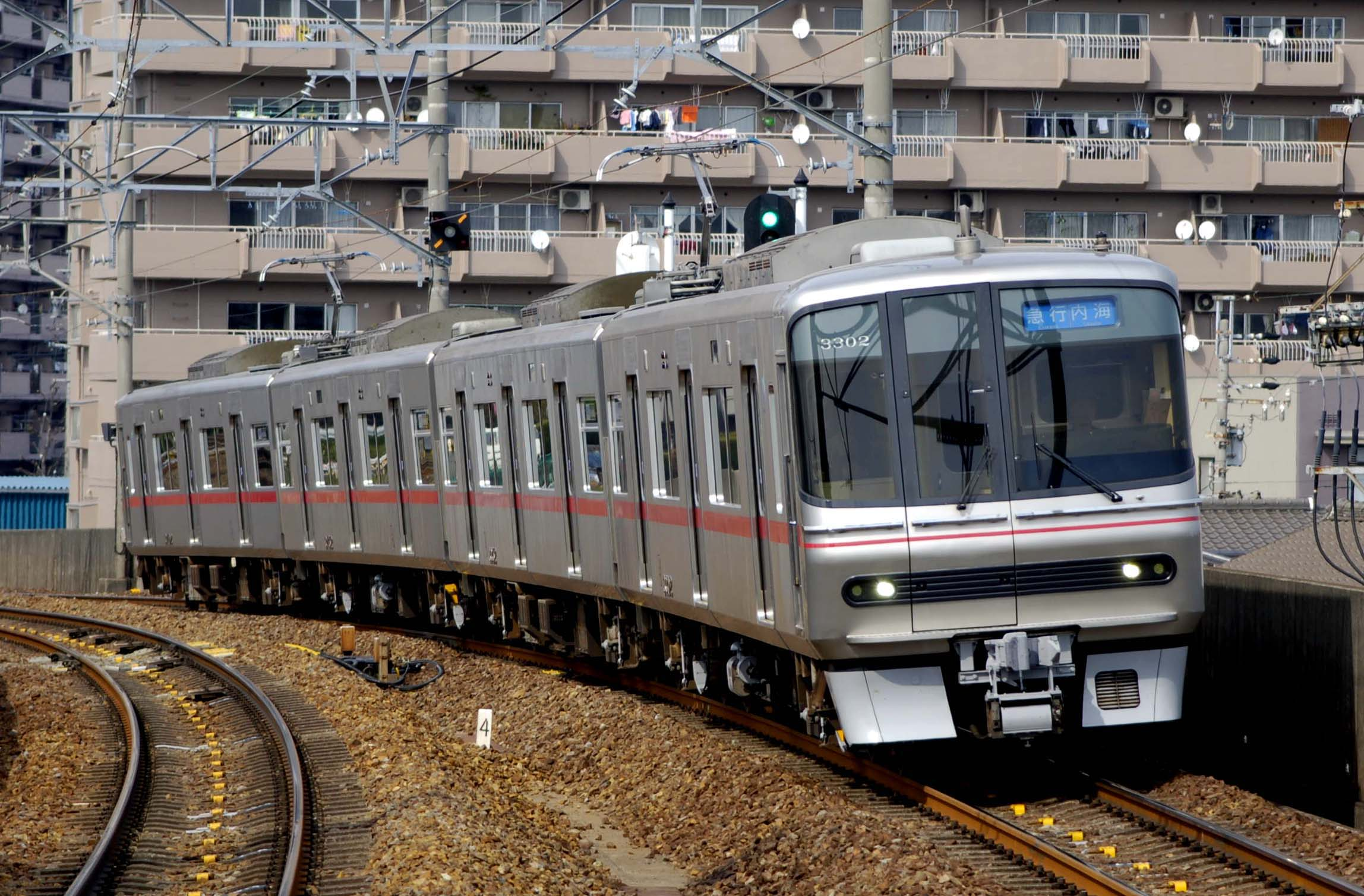
名鉄3300系（3代目）
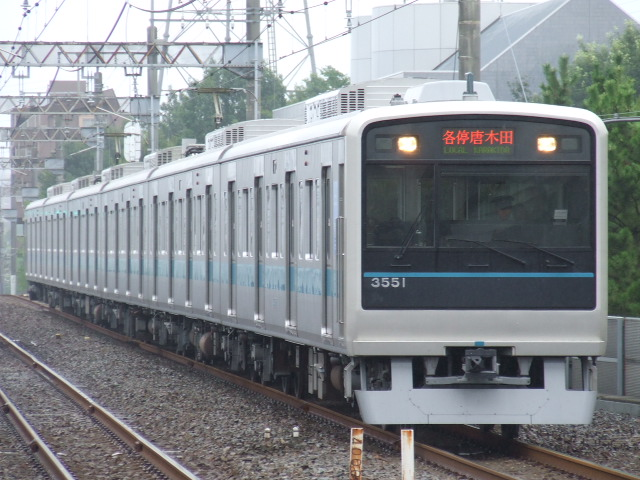
小田急3000形（2代目）
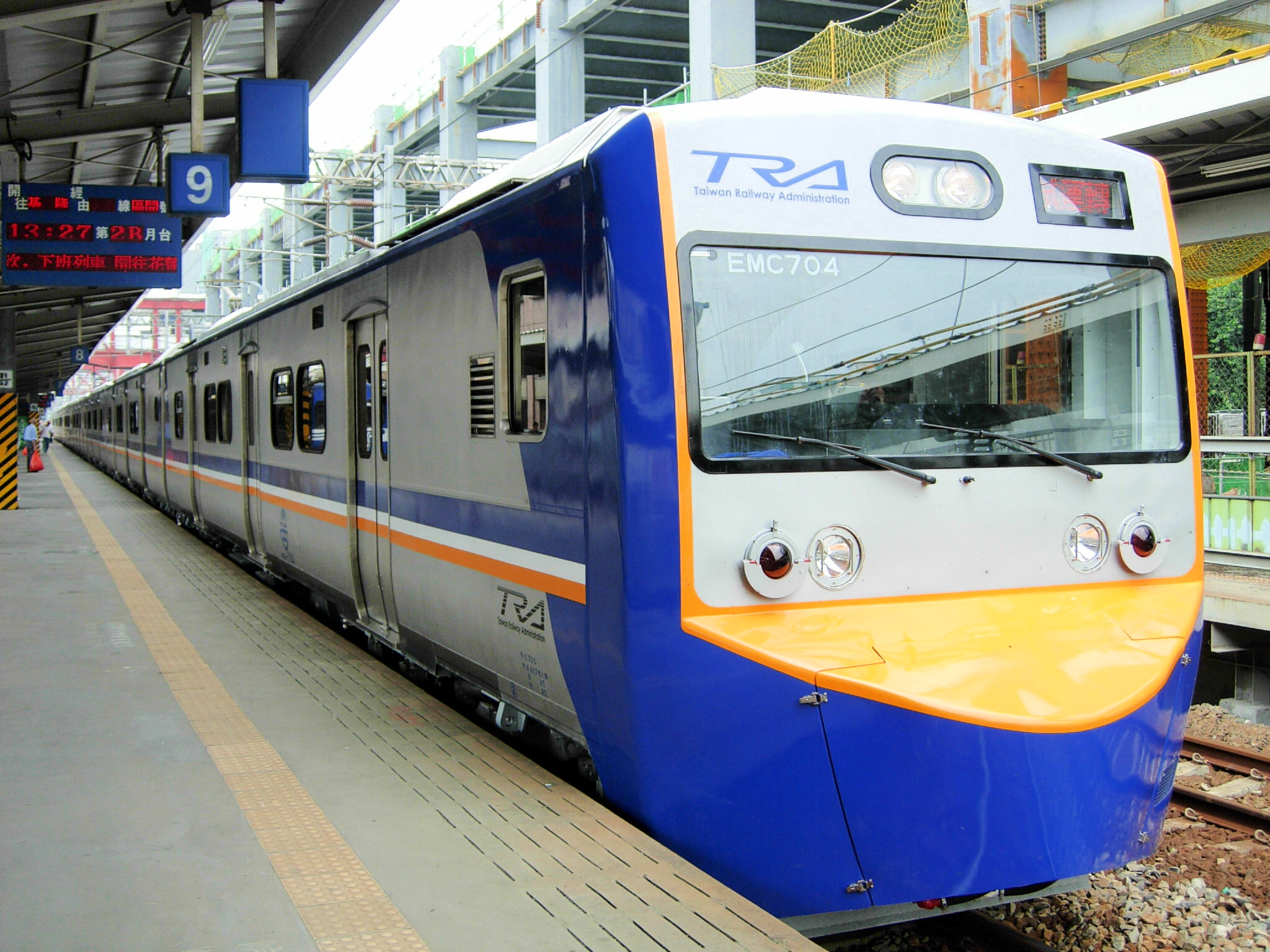
台湾鉄路管理局EMU700型

#### N-QUALIS採用形式

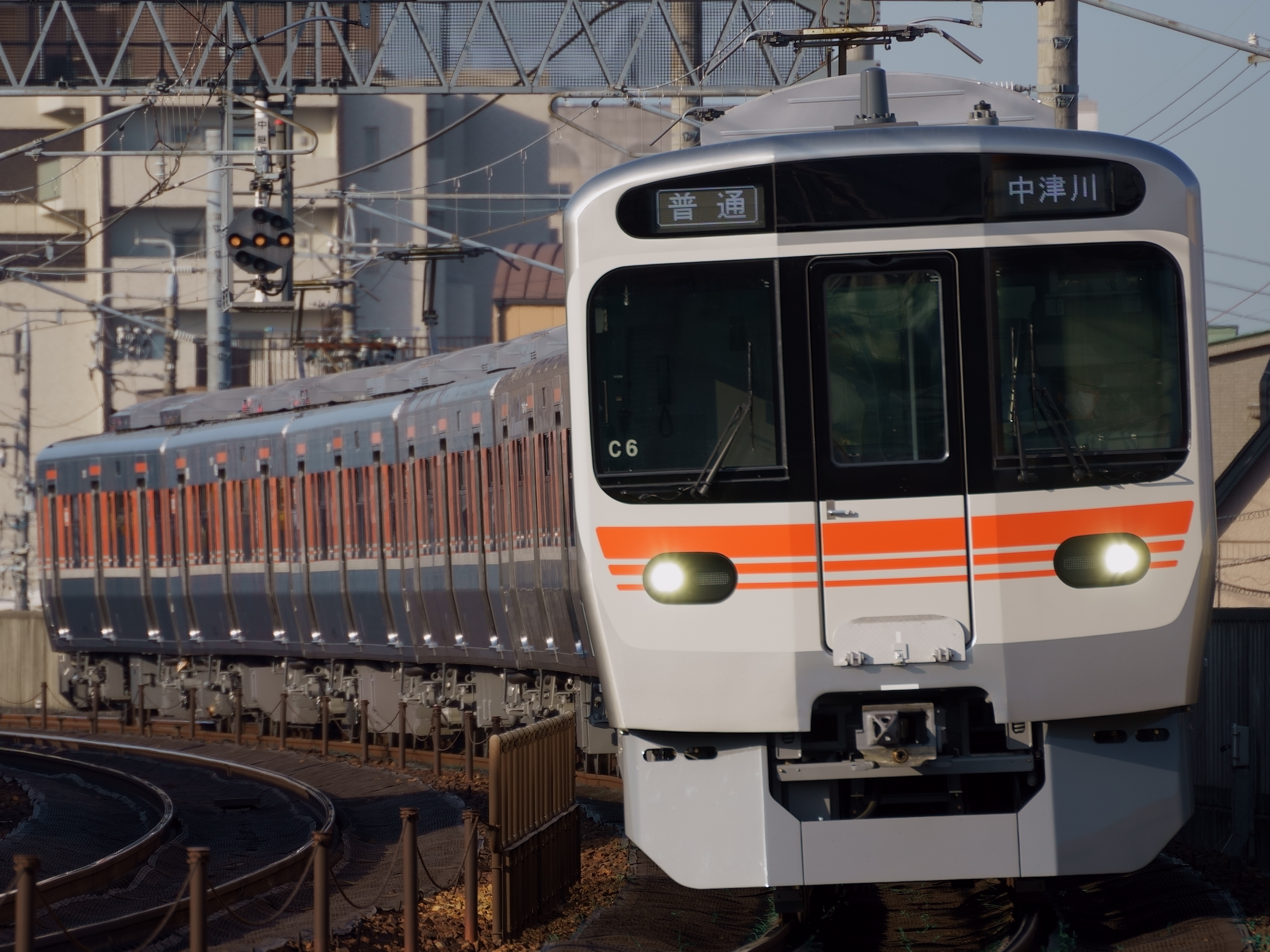
JR東海315系電車

## 類似コンセプト

### 車体
- sustina - 総合車両製作所のステンレス製の標準型鉄道車両。
- efACE - 川崎車両（旧・川崎重工業車両カンパニー）の標準型鉄道車両。ステンレス車体とアルミ車体が存在する。
- A-train - 日立製作所による類似コンセプトのアルミ車両。

### 台車
- efWING - 川崎重工業車両カンパニー（現・ 川崎車両）の開発した台車。

### 備考
1. ↑  第1編成のみは日立製作所製でアルミニウム合金構体「A-train」を採用。
2. ↑  0番台は東急車輛製造でも製造。30番台は全車日車製。
3. ↑  2次車以降は東急車輛製造および川崎重工業でも製造。
4. ↑  総合車両製作所横浜事業所および川崎車両でも製造。また、Sustina及びefACEの設計も折半している。
5. ↑  東急車輛製造、総合車両製作所横浜事業所でも製造。
6. ↑  7501編成のみ東急車輛製造製。
7. ↑  総合車両製作所横浜事業所でも製造。
8. ↑   4編成目以降は台湾車輌に技術移転され、現地生産となっている。
9. ↑  国内向けの日車式ブロック工法の系譜にある車両形式としては初の全編成トイレ付き。初の「N-QUALIS」ブランドの形式。
10. ↑  総合車両製作所でも製造予定。